# Diexia
Diexia is een kevergeslacht uit de familie van de boktorren (Cerambycidae). De wetenschappelijke naam van het geslacht werd voor het eerst geldig gepubliceerd in 1864 door Pascoe.

## Soorten
Diexia is monotypisch en omvat slechts de volgende soort:
- Diexia punctigera Pascoe, 1865